# Estación Membrillar
Membrillar es una estación ferroviaria ubicada en la localidad del mismo nombre, partido de Partido de Chacabuco, Provincia de Buenos Aires, Argentina.

## Servicios
Por sus vías corren trenes de carga de la empresa estatal Trenes Argentinos Cargas.
No presta servicios de pasajeros de larga distancia desde junio de 2016.

## Historia
En el año 1886 fue inaugurada la Estación, por parte del Ferrocarril Buenos Aires al Pacífico, en el ramal Retiro-Junín.